# رانيا العبد الله
رانيا فيصل صدقي الياسين أو رانيا العبد الله (31 أغسطس 1970 -)، هي ملكة المملكة الأردنية الهاشمية وعقيلة الملك عبد الله الثاني بن الحسين ملك المملكة الأردنية الهاشمية ومن أبرز الشخصيات النسائية في الوطن العربي اهتمامًا بحقوق الطفل والمرأة.
ولدت رانيا في الكويت لأبوين من أصل فلسطيني تحديداً من مدينة طولكرم في الضفة الغربية، عمل والدها طبيبًا للأطفال في إحدى مستشفيات الكويت، درست في المدرسة البريطانية في الكويت، وحصلت على شهادة إدارة أعمال وحاسبات ومعلومات من الجامعة الأمريكية في القاهرة. عملت (قبل زواجها من الملك عبد الله) في سيتي بنك وشركة أبل في عمان في الأردن. تزوجت الملك عبد الله الثاني عام 1993 قبل توليه العرش. ولقبت بملكة الأردن بعد عدة شهور من تتويجه عام 1999. وهي أم لأربعة أبناء أكبرهم ولي عهد المملكة الأردنية الهاشمية الأمير الحسين بن عبد الله الثاني.
كرست الملكة رانيا الكثير من الوقت للارتقاء بالتعليم من أجل مستقبل أفضل للأطفال الأردنيين. ومن أبرز المشروعات التي بدأت لتحقق هذا الهدف مشروع مدرستي، الذي انطلق عام 2008 ويهدف لصيانة البنية التحتية وتأهيل 500 مدرسة حكومية أردنية بشراكة بين القطاع العام والخاص. بالإضافة إلى جائزة الملكة رانيا العبد الله للتميز التربوي التي انطلقت بناءً على توجيه منها.
لطالما اهتمت رانيا ببناء جسور بين الثقافات المختلفة، ونشر الوعي حول حقيقة الحضارة العربية والإسلامية. نظرًا لهذه الجهود منحت جائزة الشمال -الجنوب من المركز الأوروبي. واختيرت في عام 2002 عضوًا في المجلس التأسيسي للمنتدى الاقتصادي العالمي. لها مؤلفات عديدة منها: مبادلة الشطائر، وهبة الملك، والجمال الدائم.

## حياتها

### نشأتها ودراستها
ولدت رانيا فيصل صدقي الياسين في الكويت لأسرة أردنية من أصل فلسطيني من مدينة طولكرم شمال الضفة الغربية من عائلة الياسين وأمها إلهام علي إبراهيم راسخ، ربة منزل، من عائلة راسخ من نابلس. وكانوا قد تركوا الضفة الغربية بعد هزيمة الجيش الأردني عام 1967 واحتلال القوات الإسرائيلية الضفة. كانت رانيا الابنة الوسطى، تكبرها دينا بثلاثة أعوام ويصغرها مجدي بعام. أنهت دراستها الإعدادية والثانوية في «المدرسة الإنجليزية الحديثة» في الكويت وهي من المدارس الخاصة التي يختلف فيها جنسيات الطلبة، مما أثر على شخصيتها إيجابًا. ثم حازت في العام 1991 على شهادة البكالوريوس في إدارة الأعمال من الجامعة الأمريكية في القاهرة.
عادت عقب تخرجها إلى الأردن وعملت في مجال المصارف لفترة، ثم غيرت مجال عملها وتحولت إلى العمل لفترة قصيرة في مجال تقنية المعلومات.

### زواجها
التقت بالأمير عبد الله أكبر أنجال الملك حسين خلال حفل عشاء في يناير 1993، وكانت في ذلك الوقت تبلغ من العمر 23 عام بينما كان عبد الله 31 عام. وبعد مرور شهرين أعلنا خطبتهما، وتم الزواج بعد ستة أشهر في 10 يونيو/حزيران 1993. كان حفل زفافهما بمثابة عيد قومي. فبعد عقد القران، جال العروسان في شوارع مدينة عمّان في سيارة مكشوفة لإلقاء التحية على الشعب. ارتدى عبد الله بدلته العسكرية لأنه في ذلك الوقت كان يشغل منصب نائب قائد قوات النخبة؛ في حين ارتدت رانيا فستانًا قصير الأكمام من تصميم البريطاني بروس أولدفيلد Bruce Oldfield. رافق العروس خمس فتيات صغيرات. كوصيفات حملن باقات من الورود الصفراء والبيضاء. أمّا كعكة العرس فكانت متعددة الطوابق كل طابق على شكل غرفة مستطيلة مزين بالتيجان. وأنجبا أربعة أبناء هم:
- الأمير الحسين (ولي العهد).
- الأميرة إيمان.
- الأميرة سلمى.
- الأمير هاشم.

## مجالات خدمة المجتمع
بعد أن أصبحت السيدة الأولى في الأردن مارست نشاطات تتعلق بالاهتمام بالشؤون الوطنية مثل البيئة والصحة والشباب وشؤون أخرى. وباعتبارها شخصية عالمية، وإحدى أقوى 100 سيدة في العالم، ركزت طاقاتها وجهودها في الأردن وخارجه على مجموعة من القضايا أهمها التعليم، حيث في الأردن تركز جهودها على رفع مستوى تميز ونوعية التعليم المقدم للأطفال والشباب. أما على المستوى العالمي، فتهتم بضمان التعليم النوعي للجميع، وتدعو قادة العالم للالتزام بتعهداتهم لتوفير التعليم الأساسي للجميع. تقول رانيا عن دورها في المجتمع:
| رانيا العبد الله | هبة عظيمة تلك التي توفر لك فرصة إحداث تغيير إيجابي في حياة الغير، ومن واجبي أن أسخر هذه الهبة التي منحت لي | رانيا العبد الله |

تعد الملكة رانيا أحد المساهمين الرئيسيين في إدارة منظمة القادة العالميون الشباب.

## جدول أعمالها على المستوى المحلي

### التعليم والصحة
على مدار سنوات أولت الملكة رانيا اهتمام خاص بمجال التعليم؛ وأطلقت عدة حملات لهذا الهدف. ففي يوليو 2005، في إطار شراكة مع وزارة التربية والتعليم، أطلقت جائزة الملكة رانيا للتميز التربوي. تقول الملكة رانيا عن ضرورة التعليم:
| رانيا العبد الله | نحتاج صحوة تعليمية، نريد نهضة مهاراتية تصلح تعليمنا، لكي نضمن إصلاحاً فعلياً وتنمية حقيقية، فالتعليم هو أول متطلبات التنمية. | رانيا العبد الله |

#### مركز الملكة رانيا العبد الله لتكنولوجيا التعليم والمعلومات

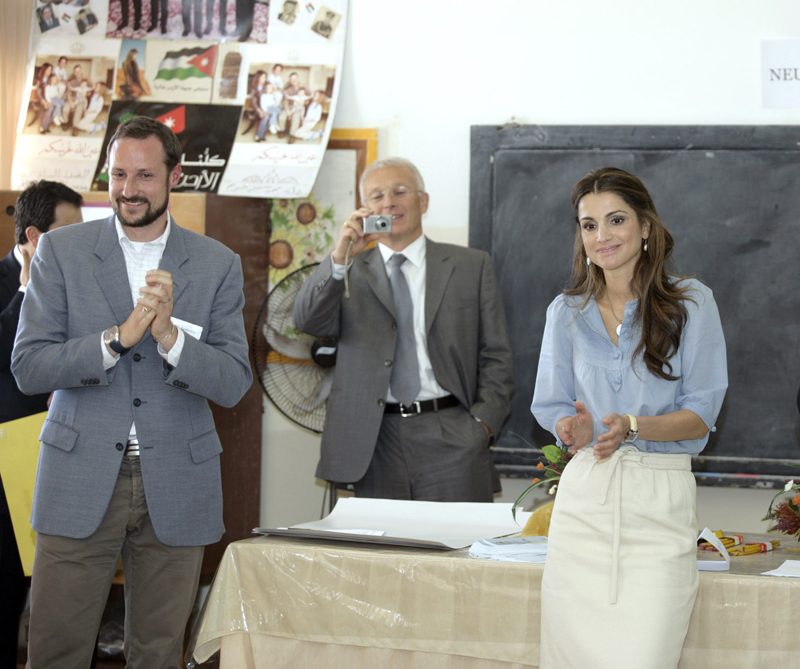
الملكة رانيا عام 2008

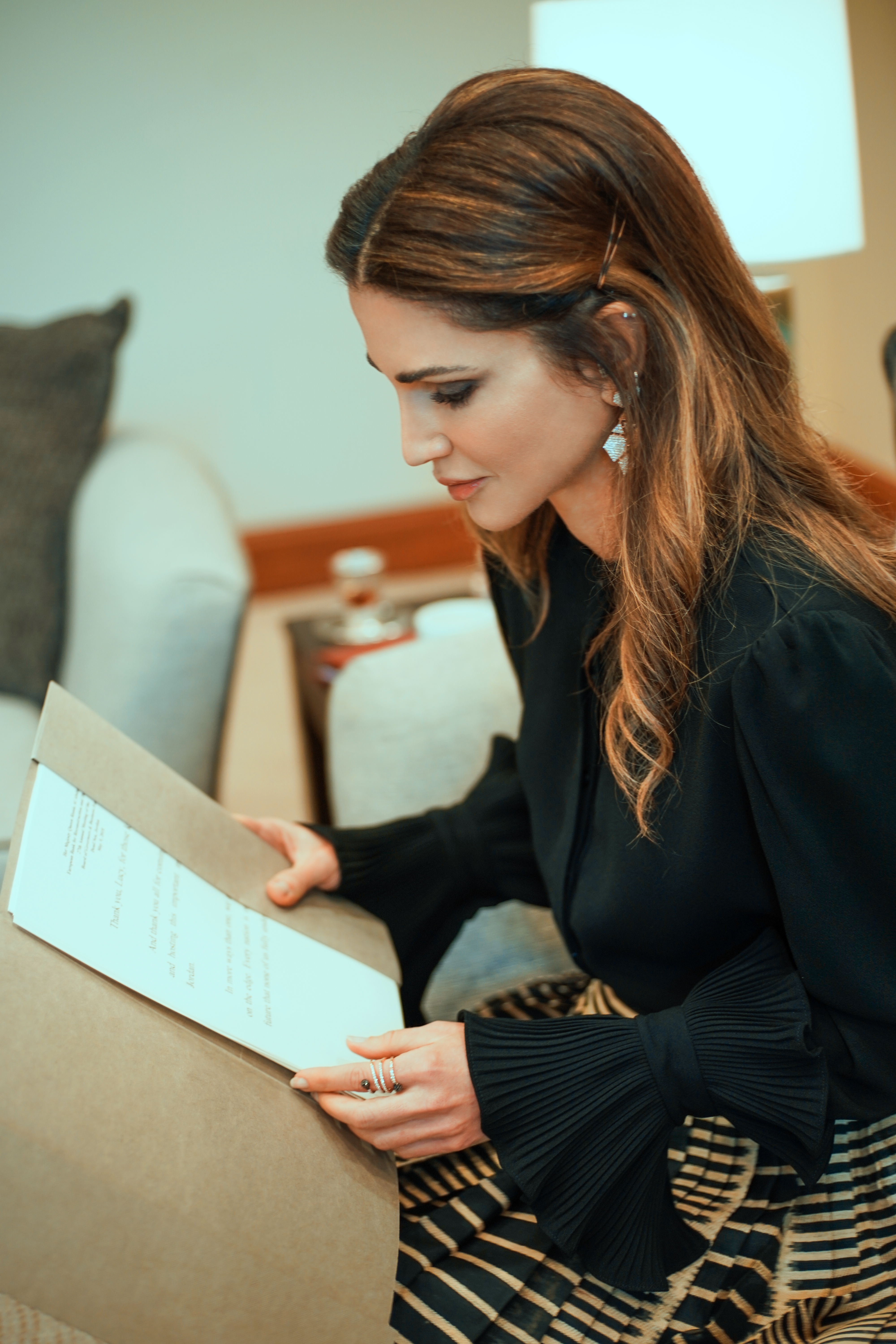
الملكة رانيا في إحدى الفعاليات عام 2018

تأسست إدارة مركز الملكة رانيا العبد الله لتكنولوجيا التعليم، افتتحته الملكة رانيا في 6 يونيو 2001. تهدف إدارة المركز إلى استخدام التكنولوجيا الحديثة لخدمة التعليم في الأردن وتطويره، وتعد هذه الإدارة إدارة فنية من إدارات الوزارة السبعة عشر.

#### جمعية جائزة الملكة رانيا العبد الله للتميز التربوي 2005
في تشرين الأول/أكتوبر 2005 أطلق الملك عبد الله الثاني والملكة رانيا بشراكة مع وزارة التربية والتعليم جائزة سنوية للمعلم، باسم «جائزة الملكة رانيا العبد الله للتميز التربوي»، وذلك بهدف:
1. رفع المستوى التعليمي في الأردن ووضع معايير وطنية للتميز في التعليم.
2. الاحتفال بالذين يحققون التميز وتشجيعهم.
3. زيادة تقدير المجتمع لمهنة التعليم لتشجيع الإقبال على مهنة التعليم ورفع الروح المعنوية للمعلمين.
4. المساهمة في تطوير التعليم لتخريج طلاب منتجين ومفكرين ومنتمين لمجتمعهم.
5. اختيار وتقدير جميع عناصر البيئة التربوية المتميزة اعتماداً على معايير موضوعية وعلمية وشفافة وسهلة الفهم.
6. تقديم نماذج مميزة لجميع عناصر البيئة التربوية لمساعدتهم في سعيهم لتحقيق التميز والتطور الدائمين.[31]

وقد لاقت الجائزة استحساناً كبيراً بين المعلمين في المملكة وذلك للهيبة التي أضافتها للمهنة إلى جانب تعزيزها للإلهام والدافع والابداع.
أما الجمعية القائمة على الجائزة فهي مستقلة مسجّلة في وزارة التنمية الاجتماعية في الأردن، يقوم عليها هيئة أمناء برئاسة الملكة رانيا. وتعمل بشكل مستقلّ بالتعاون مع مؤسّسات ذات علاقة، وجهات ذات خبرات استشارية وفنية وإعلانية من القطاعين العام والخاص.

#### جائزة الملكة رانيا العبد الله للمعلم المتميز 2006
«جائزة الملكة رانيا العبد الله للمعلم المتميز» هي أولى الجوائز التي تندرج تحت المظلة الكبرى لجمعية الجائزة، وذلك في الخامس من آذار عام 2006، إيماناً بأهمية دور المعلم في العملية التربوية وفي ترسيخ مبادئ التميز والإبداع، وقدرته على التأثير إيجابياً على تفكير الأجيال لتخريج طلبة منتجين ومفكرين ومنتمين لمجتمعهم. وللمساهمة في اختيار المعلمين المتميزين اعتماداً على معايير موضوعية وعلمية، حددت جمعية الجائزة معايير جائزة المعلم المتميز بالاستناد إلى معايير جوائز عربية وعالمية مشابهة، ووضعت على يد مجموعة من التربويين الأردنيين لتتناسب واحتياجات البيئة التربوية الأردنية، كما تم العمل على قواعد تصحيح خاصة لتقييم هذه المعايير.

#### جائزة الملكة رانيا العبد الله للمدير المتميز 2008
في عام 2008 وبعد ثلاث سنوات من العمل في الميدان ورصد ردود أفعال المعلمين والتربويين وتطلعاتهم المتعلقة بالجائزة، وبعد وصول جائزة المعلم المتميز إلى النضوج بما يسمح بالتوسع في هذه التجربة والتوجه إلى فئات أخرى، أعلنت الملكة رانيا عن جائزة الملكة رانيا العبد الله للمدير المتميز، وذلك في 27 تشرين الثاني 2008، لتمثّل ثاني الجوائز التي تندرج تحت المظلة الكبرى للجمعية. وجاءت هذه الخطوة إيماناً بأهمية دور مديري المدارس كقياديين وإداريين يسهمون في توجيه المعلمين وتشجيعهم وإعطائهم الدعم اللازم، إلى جانب دورهم في توفير الحافز والقوة الدافعة لتقدم مسيرة التعليم بأكملها وتجسيدهم للقدوة ضمن المنظومة التربوية، بما ينعكس إيجابياً على البيئة التربوية لإحداث تحول نحو الأفضل بين عناصرها كافة.

#### أكاديمية الملكة رانيا لتدريب المعلمين 2009
تهدف أكاديمية الملكة رانيا لتدريب المعلمين على تطوير التعليم في الأردن والشرق الأوسط عن طريق توفير البرامج التدريبية، وبرامج التنمية المهنيّة بالإضافة إلى الاستعانة بأحدث الأبحاث المتعلّقة بأساليب وسياسات التعليم. وتشارك الأكاديمية والمؤسسات الحكومية الأردنية بدعم وتدريب المعلّمين وتعزيز دور المدرسة في الأردن والمنطقة. وتوفّر الأكاديمية والتي انطلقت في حزيران 2009 برامج التنمية المهنية للمعلّمين بالإضافة إلى تصميم برنامج إعداد شامل للمعلّمين الجدد بالشراكة مع وزارة التربية والتعليم.

#### جائزة المرشد التربوي 2014
في عام 2014، أعلنت جمعية جائزة الملكة رانيا العبد الله للتميز التربوي خلال لقائها السنوي الذي عقدته مع إعلاميين، عن إطلاق الدورة الأولى لجائزة المرشد التربويّ المتميز في القطاع الحكومي 2014، ثالث الجوائز التي تندرج تحت مظلة الجمعية، انطلاقاً من هدفها في التطوير النوعي للجوائز القائمة والتوسع لتقدير المتميزين. كما أعلنت إطلاق الدورة التاسعة لجائزة المعلم المتميز، وبدء مرحلة الترشيحات للجائزتين في 9 آذار، وحتى 24 نيسان 2014. وجاءت هذه الخطوة لتعزيز إمكانات التطوير وتحفيز الخبرات المهنية وتنميتها، وتأكيدًا من الجمعية بأهمية دور المرشد التربوي في تنمية شخصية الطالب، بما ينعكس إيجابياً على البيئة التربوية، لتخريج طلبة منتجين ومفكرين ومنتمين لمجتمعهم.
وتعتبر هذه الجائزة دعوة لجميع المرشدين التربويين والذين يقارب عددهم 1900 مرشد تربوي في القطاع الحكومي الأردني للإطلاع على معايير الجائزة التي تعد مخططا يرسم ملامح العمل في الميدان لتحقيق أقصى استفادة ممكنة.
وتم وضع معايير الجائزة من قبل مجموعة من الخبراء التربويين الأردنيين المتخصصين، بما يتلاءم واحتياجات البيئة التربوية الأردنية، كما تم الاطلاع على معايير جوائز عربية وعالمية مشابهة. وقامت الجمعية بعقد جلسات عصف ذهني مع مرشدين تربويين ورؤساء قسم الإرشاد التربوي من القطاعين العام والخاص لمراجعة المعايير وتطويرها بناء على ملاحظاتهم.

#### التعليم العالي
تدعم الملكة رانيا توفير عددًا من البعثات الدراسية والتدريبية للطلبة والعاملين الأردنيين، في مجالات الإدارة والتسويق والتصميم، وإدارة الأعمال، وعلم النفس، والهندسة، والحقوق، وغيرها بالتعاون مع عدد من الجامعات حول العالم. وفي سياق التعليم العالي زارت الملكة رانيا عدداً من الجامعات الأردنية منها الجامعة الهاشمية حيث افتتحت حضانة في الجامعة بالتعاون مع المجلس الوطني لشؤون الأسرة وزارت مركز المهارات السريرية الذي يتدرب فيه طلبة الطب.

#### الجمعية الملكية للتوعية الصحية[45]
تهدف إلى توعية جميع الأطفال والأهل بأساسيات التغذية، والنظافة، وفوائد الرياضة، ومضار التدخين، ومواضيع أخرى. تساعد جهود الجمعية على العمل لأجل حياة أكثر صحية، وتشجع الأطفال على التحصيل والتركيز في مدارسهم. وتعمل على إيجاد بيئة صحية وسليمة لطلاب المدارس الأردنية من خلال حملة المدارس الصحية، لتصادق بالتعاون مع وزارة التربية والتعليم ومنظمة الصحة العالمية، على المدارس التي تتبع المعايير الوطنية للصحة، من نظافة عامة، وملاعب أمنة وصحية، وقيادة حكيمة، ومشاركة مجتمعية، وكادر تعليمي يوعي ويرشد طلابه إلى الأسس السليمة في الصحة والتغذية. وتقول الملكة رانيا عن دور الجمعية:
| رانيا العبد الله | الجمعية الملكية للتوعية الصحية هي دليل الأردن وضميره فيما يتعلق بصحتنا. خبرة وطاقة طاقم الجمعية، وأفكار الطلبة المبتكرة، والتزام شركاء الجمعية، سيضمن للعائلات الأردنية حياة أفضل، مليئة بالصحة. | رانيا العبد الله |

### رعاية الطفل

#### «دار الأمان» 1999
افتتحت الملكة رانيا العبد الله عام 1999 دار الأمان لحماية الطفل والتي تعد الأولى من نوعها في المنطقة حيث توفر المكان الآمن للأطفال الذين يتعرضون للإساءة.

#### صندوق الأمان لمستقبل الأيتام 2006[49]
في عام 2006، أنشأت الملكة رانيا صندوق الأمان لمستقبل الأيتام بهدف رعاية الشباب والشابات الأيتام المستفيدين في الأردن، والذين تجاوزوا سن الثامنة عشر لمساعدتهم على تأمين مستقبلهم. يستجيب صندوق الأمان إلى حاجات منتفعيه الضرورية من خلال تطبيق خمسة برامج دعم مختلفة، حيث يتم توفير هذه البرامج من خلال تقييم الحاجات والحالة الفردية لكل منتفع، وتلك البرامج هي:
1. المنح الدراسية
2. النفقات اليومية
3. خدمات النصح والإرشاد
4. التدريب والتوظيف
5. التأمين الصحي
6. يحصل المنتفعين على مزيج من هذه البرامج تبعاً لاحتياجات كل حالة على حدة.

#### متحف الأطفال 2007[51]

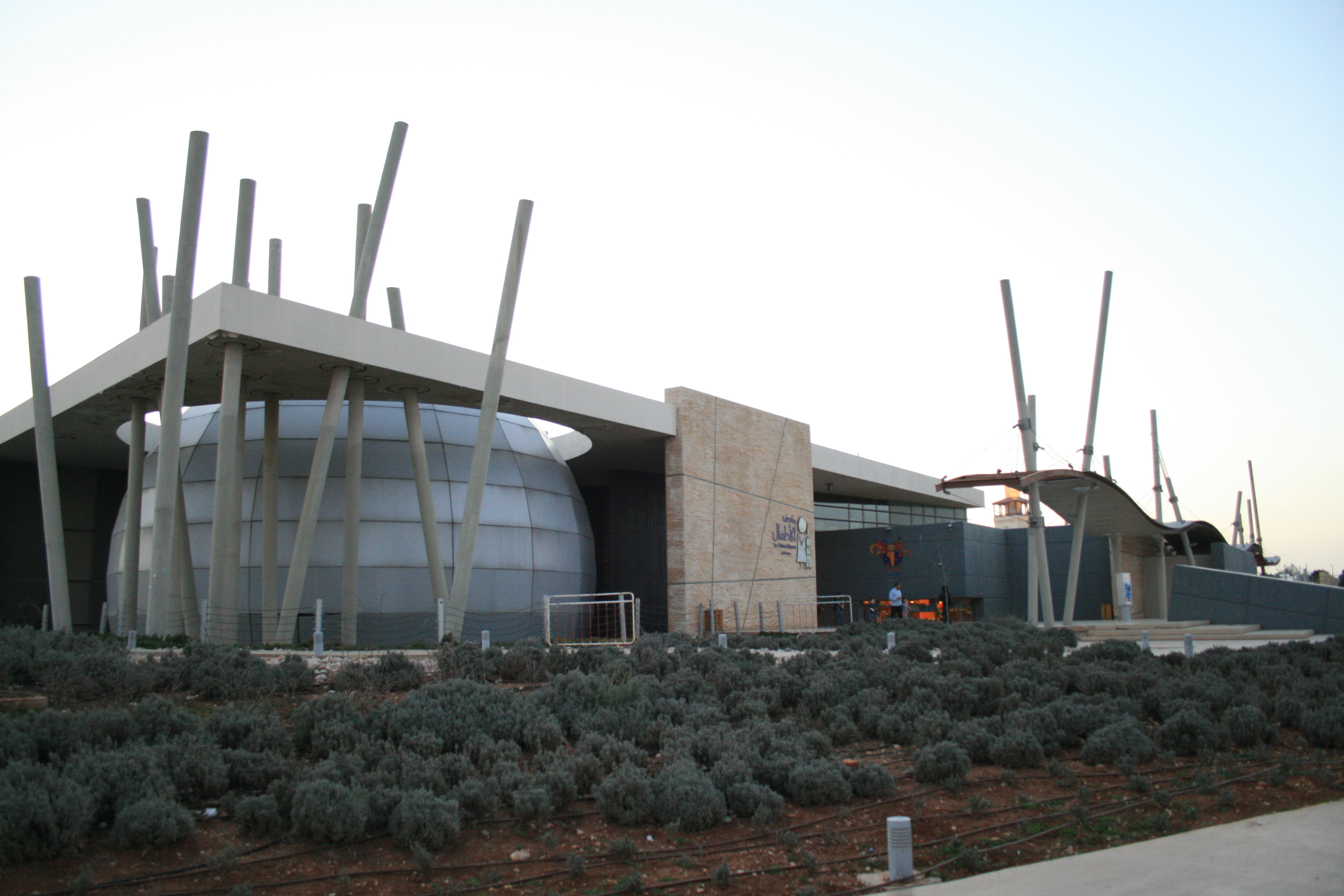
متحف الأطفال الأردني في عمان

عملت الملكة رانيا على إنشاء أول متحف تفاعلي للأطفال في الأردن ورأساته: يهدف المشروع إلى إيجاد بيئة تعليمية لخبرات تفاعلية تملك القدرة على تشجيع وتعزيز التعلم مدى الحياة لدى الأطفال وأسرهم. وقد شارك الملك عبد الله الثاني بن الحسين والملكة رانيا والأمراء إيمان وسلمى وهاشم مجموعة من أطفال الأردن في افتتاح المتحف في 23 أيار 2007. ويضم المتحف أكثر من 150 معروضة تفاعلية وحيوية للأطفال حتى عمر الـ 14 عاما، والذين يمثلون حوالي 40% من سكان الأردن. وقد أكدت الملكة رانيا على أن لافتتاح المتحف مكانة خاصة حيث يجسد ما تتطلع إليه وترغب في توفيره لأطفال الأردن.

#### مدرستي 2008[54]
تجمع مدرستي شركاء من القطاعين العام والخاص ومنظمات المجتمع المدني في مبادرة لتجديد المدارس الحكومية التي في حاجة للتصليح. هذه المبادرة أطلقتها الملكة رانيا بالتعاون مع وزارة التعليم لتصويب البنية التحتية ومباني المدارس الحكومية، حيث حوالي 15% من 3357 مدرسة عامة في الأردن تحتاج لتحديث في البنية التحتية لمبانيها. ويجب أن تلتزم المدارس باحتياجات ومتطلبات السلامة الوطنية وأن تكون مرافقها الأساسية بحالة جيدة مثل: الأبواب، والنوافذ، والأثاث، والحمامات. تقول الملكة رانيا عن المبادرة:
| رانيا العبد الله | مدرستي هي مدرستكم... تحتاج سواعدكم وعزيمتكم لترميم جدرانها، وتجميل صفوفها، ومنح طلابها الألهام ليصبحوا قوى فاعلة في المجتمع. | رانيا العبد الله |

وشملت المبادرة على مدار أربع سنوات بدأ من عام 2008 صيانة 400 مدرسة في 11 محافظة ضمت 40 لواء و98 بلدية، واستفاد منها 135 ألف طالب وطالبة بمجالات العمل على بناء وصيانة وحدات صحية، ودهان، تركيب وصيانة أبواب ونوافذ وألواح، وتركيب وحدات إنارة ومراوح، وبناء مشارب صحية وأسوار مدرسية وملاعب رياضية، إضافة إلى تنفيذ برامج تعليمية منهجية ولامنهجية. في عام 2010 أطلقت المرحلة الثالثة في عمان، وأكدت الملكة رانيا على أهمية التعليم، فقالت:
| رانيا العبد الله | التعليم هو نصيب الطلاب من واجبنا الوطني والإنساني. | رانيا العبد الله |

وفي عام 2011 أطلقت المرحلة الرابعة من المبادرة لتضم 93 مدرسة إضافية في محافظة المفرق. وفي عام 2012، أطلقت الملكة رانيا المرحلة الخامسة من مبادرة مدرستي التي تشمل مائة مدرسة حكومية في مناطق إربد تخدم 29 ألف طالب وطالبة.
 وفي عام 2014، انطلقت في الأردن مبادرة جديدة لتعليم الموسيقى في المدارس الحكومية تحت عنوان «اعزف في مدرستي» بالتعاون بين مشروع «مدرستي» الذي ترعاه الملكة رانيا وموقع «اعزف» على الإنترنت. تهدف المبادرة إلى إدخال تعليم الموسيقى في المدارس العامة التي لا يوجد بها معلمين أو معلمات لمادة الموسيقى، كما أن الموسيقى تزيد التحصيل العلمي للطالب وتهذب سلوكه. وبدأ تنفيذ المبادرة في فبراير/شباط في 16 مدرسة حكومية بمختلف المحافظات الأردنية ومنها إربد وجرش والزرقاء. وتتلقى المدارس في إطار المشروع مجموعة من الآلات الموسيقية تبرعت بها مؤسسات مختلفة ليختار الطلاب من بينها الآلة التي يريدون أن يتعلموا العزف عليها. ويتلقى طلاب المدارس دروساً في العزف من خلال الإنترنت يلقيها فنانون لهم خبرة في التدريس، دون تحميل المدرسة أو الطالب أي تكلفة. ويستهدف المشروع الطلاب والطالبات الذين تتراوح أعمارهم بين الرابعة عشر والسابعة عشر.

#### مدرستي فلسطين 2010
- فيلم وثائقي مدته 15 دقيقة عن أوضاع مدارس القدس الشرقية.

في عام أبريل (نيسان) 2010 أطلقت الملكة رانيا مبادرة مدرستي فلسطين بهدف إعادة تأهيل وتوسيع وتطوير وصيانة المدارس العربية في القدس الشرقية التابعة لوزارة الأوقاف والشؤون والمقدسات الإسلامية الأردنية، موزعة في المدينة القديمة وداخل وخارج الجدار العازل. وذلك إيمانًا منها بدور الأردن في الحفاظ على عروبة القدس، وتحذيرًا من تهويد القدس أكثر فأكثر كل يوم. وهذه المبادرة تهدف لإصلاح البنية التحتية للمدارس العربية في القدس وضم مباني متوافرة للمدارس الموجودة وتوسيعها، وتوفير للطاقم التعليمي فيها بمتطلبات التعليم الضرورية ورفع مستوي خريجي المدارس لتبقي هويتهم صامدة في وجه الاستيطان. تقول الملكة رانيا عن هدف المبادرة:
| رانيا العبد الله | هناك عشرة الآف طفل مقدسي لم يذهبوا للمدرسة اليوم ولن يذهبوا هذا العام، تخيلي مستقبل ابنك أو ابنتك رهن احتلال، وتعليمه رهن الاحتلال وبيته رهن الاحتلال وارضه رهن الاحتلال(..)نفكر كثيرًا في تأمين مستقبل أطفالنا (...) لأجل تعليم يقيهم ذل الاحتلال لأنه سلاحهم ودرعهم. | رانيا العبد الله |

وتشمل أعمال الصيانة أيضًا إصلاح البنية التحتية حسب احتياجات كل مدرسة، ووفقاً لتوصيات مديري ومديرات المدارس. ويتم العمل على تركيب نوافذ جديدة، وبناء أو تجديد دورات المياه، وضمان حصول الطلاب على مياه صالحة للشرب. كما تشمل أعمال الصيانة إصلاح وترميم أساسات المدارس من حيث توفير الكهرباء، واستبدال الأبواب، ودهن الجدران والمقاعد، وبناء ساحات للعب، وتغيير الألواح. كما سيتم في بعض الحالات بناء صفوف مدرسية وتوسعة بعض المدارس الضيقة الموجودة خارج الجدار. بدأ العمل على تشكيل لجان محلية في عدد من المدارس وسيتم الانتهاء من تشكيلها مع بداية الفصل الدراسي الأول. وشكلت لجان في عدد من المدارس للتعرف على احتياجات المدارس ولوضع خطط وبرامج تعليمية وتوعوية، وقامت عدد من المؤسسات غير الحكومية مثل أكاديمية الملكة رانيا لتدريب المعلمين، ومبادرة التعليم الأردنية وبرنامج المدارس الآمنة التابع لمؤسسة نهر الأردن، بزيارة إلى المدارس. وتهدف البرامج التعليمية إلى تطوير مهارات المعلمين والطلاب، ومن بين هذه البرامج: برنامج المدارس الآمنة، وبرنامج المدارس الصحية وبرنامج التكنولوجيا والابتكار وبرنامج تدريب المعلمين.

#### مستشفى الملكة رانيا للأطفال

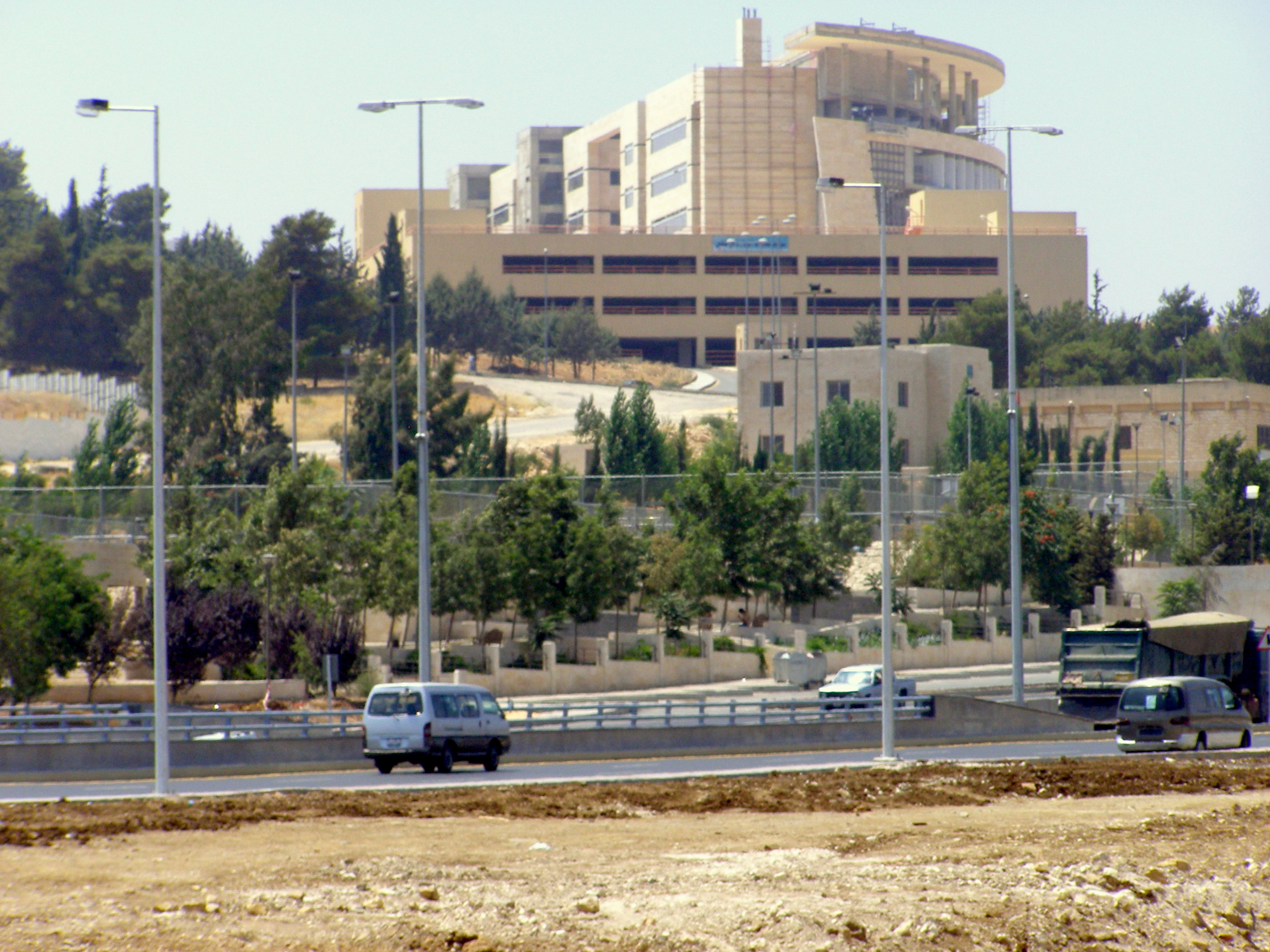
مدينة الحسين الطبية حيث يوجد مستشفى الملكة رانيا للأطفال

في عام 2011، بني أول صرح طبي متخصص للأطفال في الأردن يمتاز ببناء حديث متطور ضمن أرقى المعايير العالمية بالإضافة إلى التكنولوجيا الطبية المتميزة وكوادر الطبية على كفاءة عالية. يقع مستشفى الملكة رانيا ضمن حرم مدينة الحسين الطبية. أقيمت المستشفى نتيجة لضرورة ملحة لرفع الخدمة الطبية لأطفال الأردن، فقد كانت عيادات الأطفال مستشفى الحسين تستقبل سنويًا أكثر من 100ألف طفل ضمن إمكانيات متواضعة كذلك الحال في إدخال المرضى إلى قسم لا يتجاوز عدد أسرته الستون. تقدم المستشفى آخر مستجدات العلم الحديث لرعاية الأطفال خاصة الحالات الطبية المستعصية، كذلك يتميز المستشفى في تقديم عمليات زراعة الأعضاء كزراعة نخاع العظم وزراعة الكلى وزراعة الكبد والقوقعة بالإضافة إلى عمليات المنظار.

### النهوض بالمجتمع

#### مؤسسة نهر الأردن 1995
اهتمت الملكة رانيا بمشروعات استدرار الدخل وتمويل المشروعات الصغيرة وتحسين جودة الحياة. وأسست في العام 1995 مؤسسة نهر الأردن (JRF) وهي مؤسسة غير حكومية تعمل على المستوى الشعبي لتشجيع العائلات الأردنية ذات الدخل المنخفض على المشاركة في مشروعي استدرار الدخل وتمويل المشروعات الصغيرة. وقد أقامت المؤسسة مشاريع اقتصادية للمرأة بهدف توفير فرص العمل لها لتحسين حياتها، ومعرفتها وقدراتها في الصناعات الحرفية واليدوية.

#### المجلس الوطني لشؤون الأسرة 2001[72]
تترأس الملكة رانيا المجلس الوطني لشؤون الأسرة الذي أسس بإرادة ملكية في أيلول 2001. ويهدف للمساهمة في تحسين نوعية الحياة لجميع العائلات الأردنية. والمجلس ضمان سياسات تدعم حماية الأسرة ووحدتها والتعريف بالآليات لزيادة التنسيق بين المؤسسات العامة في الأردن ومنظمات المجتمع المدني التي تعمل في مجال شؤون الأسرة وتنفيذها.

### الشباب

#### مركز الملكة رانيا للريادة
هو منظمة غير حكومية غير ربحية، أنشئت في تشرين الأول 2004. يقوم المركز بتوفير الدعم الاقتصادي من خلال توفير مجموعة من الخدمات في تنمية الريادة وتسويق التكنولوجيا، ويستهدف المركز في عمله تحديداً طلبة الجامعات والباحثين والمخترعين وأصحاب المبادرة الشخصية. يعمل المركز مع عدد من الشركات والمشاريع والمنظمات الأخرى الساعية للارتقاء بالريادة في المنطقة العربية، تحت مظلة مبادرة فرصة. يقضي الهدف الرئيسي من مبادرة فرصة بمساعدة رياديي الأعمال حديثي العهد في الأردن وتونس والمغرب ومصر واليمن وليبيا على التواصل مع مرشدين يمكنهم توفير التوجيه والخبرة لمساعدتهم على تنمية أعمالهم.

#### إدراك 2014[74]
في يوم الاثنين الموافق 19 مايو/أيار 2014، وحرصًا من الملكة رانيا على توفير أفضل الفرص للشباب العربي، أطلقت في عمان إدراك وهي منصة غير ربحية باللغة العربية للمساقات الجماعية الإلكترونية مفتوحة المصادر. وذلك لخدمة التعليم النوعي المفتوح والمتاح عبر الإنترنت، والذي يخدم ملايين الشباب في الوطن العربي في نفس الوقت ومجانًا. وتأكيدًا على أن المساقات التعليمية ذات الجودة العالية تمثل فرصة هامة؛ لأن محتواها متقدم ويواكب احتياجات وتطورات العصر بل وتعمل في الوقت نفسه على نشر العلوم والآداب والمهارات التي توصلت إليها العقول العربية والعالمية. فمن خلال منصة إدراك سيتم انتقاء الأفضل من الوطن العربي وترجمة وتعريب الأفضل عالمياً.

## جدول أعمالها على المستوى الدولي

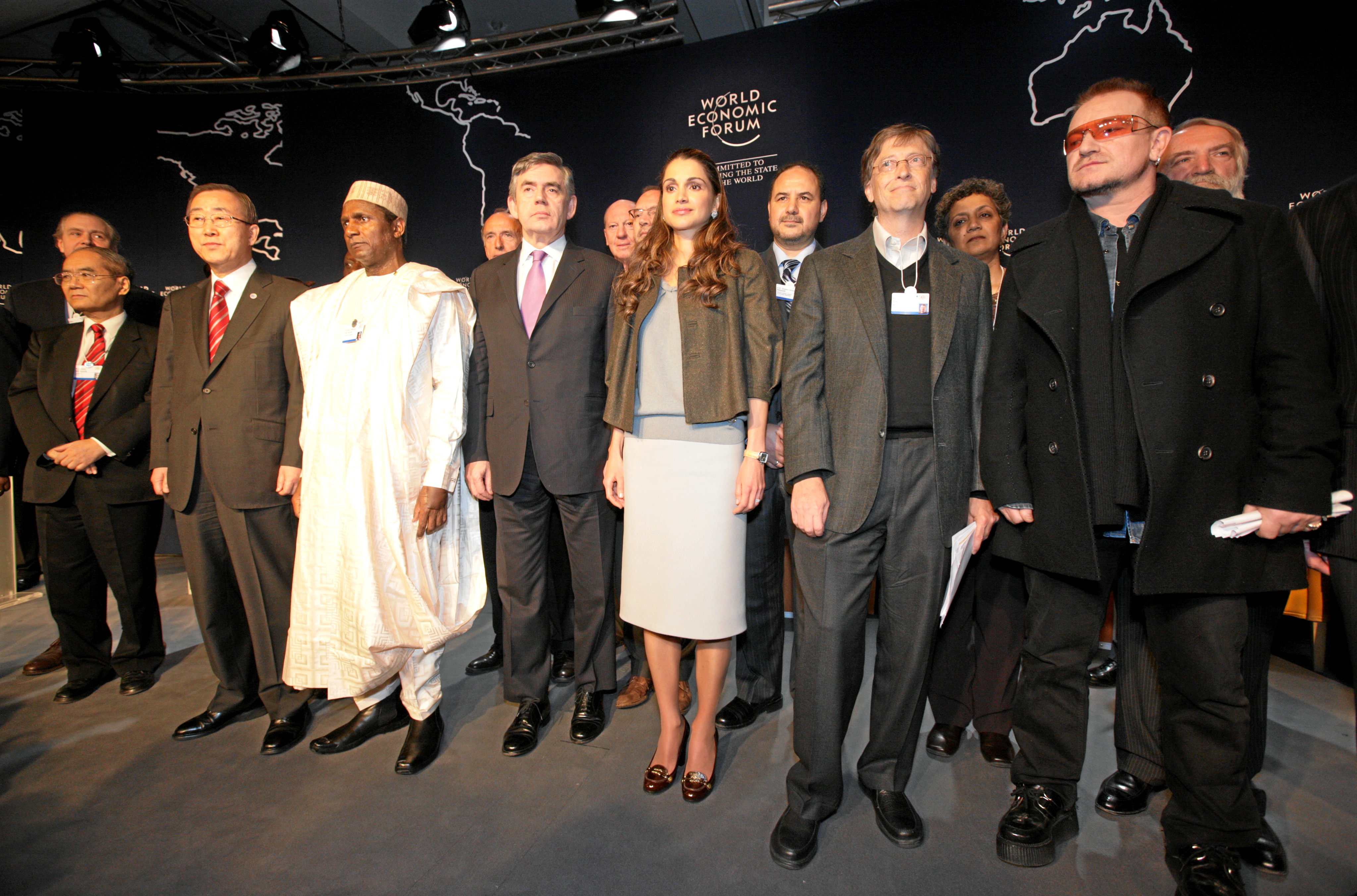
الملكة رانيا بجوار شخصيات عالمية بارزة في عام 2008

### التعليم
في نوفمبر عام 2007، ونظرًا لجهود الملكة رانيا في رعاية الطفل دعتها منظمة الأمم المتحدة للطفولة (يونيسف) لتنضم للمبادرة العالمية للقيادة الإنسانية للمنظمة. عملت الملكة رانيا جنبًا إلى جنب مع كبار قادة العالم على سبيل المثال رئيس جنوب إفريقيا السابق نيلسون مانديلا، بهدف بلوغ الأهداف الإنمائية للألفية التي تتصل مباشرة بصحة الأطفال وتعليمهم ورفاهيتهم. وفي أغسطس عام 2009، أصبحت رئيسة فخرية لمبادرة الأمم المتحدة لتعليم الفتيات وتشارك في مؤتمرات واجتماعات دولية، مثل مبادرة كلينتون العالمية، والمنتدى الاقتصادي العالمي، الذي هي عضو في مجلس إدارته. وجاء هذا القرار تقديراً لجهود جلالتها في المطالبة والتأكيد على حق الفتيات في الأردن والعالم بالحصول على تعليم نوعي. وقد وصفت التعليم على أنه
| رانيا العبد الله | أكثر من حق إنساني أساسي | رانيا العبد الله |

حيث تؤمن بأن التعليم ضرورة لتحسين المجتمعات ومنح الأمل لجميع الناس خاصة الـ 75 مليون طفل الذين لا يذهبون إلى المدرسة.

#### مبادرة هدف واحد
في عام 2009، اختيرت الملكة رانيا مؤسساً ورئيساً مشاركاً لحملة هدف واحد التي أطلقتها في لندن بدعم من مبادرة التعليم للجميع والاتحاد الدولي لكرة القدم. وتهدف الحملة إلى توفير 75 مليون فرصة للأطفال الذين حرموا من التعليم في أفقر دول العالم، عبر جمع أسماء من كافة أنحاء العالم تدعو القادة لإحداث التغيير وتقديم دعمهم والتزامهم لمنح التعليم لجميع الأطفال. وأشارت الملكة رانيا إلى أن 29 مليون طفل على الأقل سيحرمون من التعليم بحلول عام 2015. وأشارت إلى أن إدماج الفتيات والفتيان بالمدارس الأساسية يتطلب 11 مليار دولار سنوياً، وهي القيمة ذاتها التي ينفقها الأوروبيون على المثلجات في عام، وأقل مما ينفق على الحرب في أفغانستان والعراق في شهر واحد. ويدعم الحملة عدد من لاعبي كرة من جميع أنحاء العالم أمثال تييري هنري، وروبينو، وديفيد جيمس، وكولو توري، مارسيل ديسلي، وكانو، ومايكل سيلفستر، أرون ماكينا، ولاعب بريطانيا المتقاعد غاري لينيكر. كما حصلت الحملة على التزام ودعم الموسيقار الايرلندي بوب غيلدوف، والمغني الايرلندي بونو والممثل الأميركي كيفن سبايسي، ومنظمات الإغاثة Comic Relief وحملة One.

### عالمي أنا 2015
في عام 2012 اختارها الأمين العام للأمم المتحدة عضواً في اللجنة الاستشارية رفيعة المستوى التي ستقدم الاستشارة حول أجندة التنمية العالمية لما بعد عام 2015 وهو الموعد المحدد لتحقيق الأهداف الإنمائية للألفية. وللأهداف الإنمائية للألفية أثر بالغ على حياة الملايين من الناس منذ إقرارها عام 2000. ورغم أن التركيز ينصب على الإسراع في تنفيذ الأهداف الإنمائية للألفية، فإن قادة العالم يناقشون أيضاً كيفية الاستفادة من التقدم الذي تم إحرازه ومواجهة التحديات التي ستستمر في التأثير على الناس والعالم بعد الموعد الأخير لتحقيق الأهداف الإنمائية للألفية في عام 2015. تدعم الحملة مجموعات المجتمع المدني وسفراء النوايا الحسنة التابعون للأمم المتحدة والمواطنين في كل مكان. والاستبيان متاح عبر الإنترنت على موقع myworld2015  بأربعة عشر لغة مختلفة. سيتم تحليل نتائج الاستبيان بواسطة الأمم المتحدة وشركائها وسيُقدم لقادة العالم، ويشمل ذلك الفريق رفيع المستوى المعني بخطة ما بعد عام 2015 والذي يرأسه: رئيس وزراء المملكة المتحدة ديفيد كاميرون، ورئيسة ليبريا إلين جونسون سيرليف، ورئيس إندونيسيا سوسيلو بامبانغ يودهويونو، وملكة الأردن الملكة رانيا. وتنسق المبادرة برنامج الأمم المتحدة الإنمائي، وحملة الألفية للأمم المتحدة، ومعهد التنمية الخارجية، ومؤسسة عالمي أنا القائمة على الشبكة العنكبوتية وبدعم من أكثر من 180 منظمة شريكة حول العالم.

## أشهر خطاباتها
| العام | المكان | صورة                                              |
| ----- | --- | ------------------------------------------------- |
| 2014  | في المؤتمر الإقليمي حول حماية اللاجئين في الشارقة حفل إطلاق مبادرة منصة إدراك |                                                   |
| 2013  | خطاب الملكة رانيا خلال برنامج الإعتماد الوطني للمدارس الصحية جائزة المعلم والمدير المتميز 2013 |                                                   |
| 2012  | إطلاق المرحلة الخامسة من "مدرستي" في جامعة العلوم والتكنولوجيا الأردنية/إربد |                                                   |
| 2011  | خلال إطلاق تقرير اليونسكو العالمي لرصد التعليم للجميع 2011 |                                                   |
| 2010  | 1. قمة مبادرة إعادة التصميم الشامل للمنتدى الاقتصادي العالمي في الدوحة. | في الدوحة عام 2010                                |
| 2009  | 1. جامعة ييل، كنتيكت، الولايات المتحدة الاميركية تسلم جائزة الشمال - الجنوب. 2. البرلمان البرتغالي، البرتغال. 3. منتدى الأعمال الخيرية العالمي، واشنطن، الولايات المتحدة الأميركية. 4. جامعة اليرموك، إربد، الأردن.                                                                        | في باريس عام 2009                                 |
| 2008  | 1. أبراج، دبي. 2. سوربون، فرنسا. 3. مؤتمر المبادرة العالمية لاعداد تقارير الاستدامة، امستردام، هولندا. 4. جوجل زايتغيست، هيرتفوردشاير، المملكة المتحدة. 5. جامعة مالايا، ماليزيا. 6. كوندي ناست، نيويورك والولايات المتحدة الاميركية. 7. التعليم للجميع، القمة العليا، أوسلو، النروج.      | في سويسرا عام 2008                                |
| 2007  | 1. منتدى جدة الاقتصادي، المملكة العربية السعودية. 2. مؤسسة سكول، المملكة المتحدة وكلية كينيدي للدراسات الحكومية، في جامعة هارفارد. 3. منتدى تالبرغ، السويد. 4. منظمة القيادات الشابة العالمية، داليان، الصين. 5. المؤتمر السنوي لولاية كاليفورنيا، كاليفورنيا، الولايات المتحدة الاميركية. |                                                   |
| 2006  | 1. منتدى نيودلهي السنوي، دلهي، الهند. 2. إطلاق الشبكة النسائية العالمية، البحر الميت، الأردن. 3. منتدى المرأة للاقتصاد والمجتمع، دوفيل، فرنسا. 4. مؤتمر الأدوار القيادية للمرأة، جامعة زايد، أبوظبي.                                                                                       |                                                   |
| 2005  | 1. مؤتمر امبروسيتي، بحيرة كومو، إيطاليا. 2. منتدى منظمة القيادات العربية الشابة، دبي، الإمارات العربية المتحدة. 3. منتدى القروض الصغيرة، واشنطن، الولايات المتحدة الاميركية. |                                                   |
| 2004  | 1. منتدى جدة الاقتصادي، المملكة العربية السعودية. |                                                   |
| 2003  | 1. المنتدى الاقتصادي العالمي، دافوس، سويسرا. | المنتدى الاقتصادي العالمي، دافوس، سويسرا عام 2003 |
| 2002  | 1. قمة صانعي القرار بمناسبة الذكرى الخمسين لتأسيس الامديست، مراكش، المغرب. 2. جامعة لاروش، بنسلفينيا، الولايات المتحدة الاميركية. |                                                   |
| 2001  | 1. الجامعة الأميركية في القاهرة، القاهرة، مصر. |                                                   |

## الملكة رانيا أكثر نساء العالم أناقة

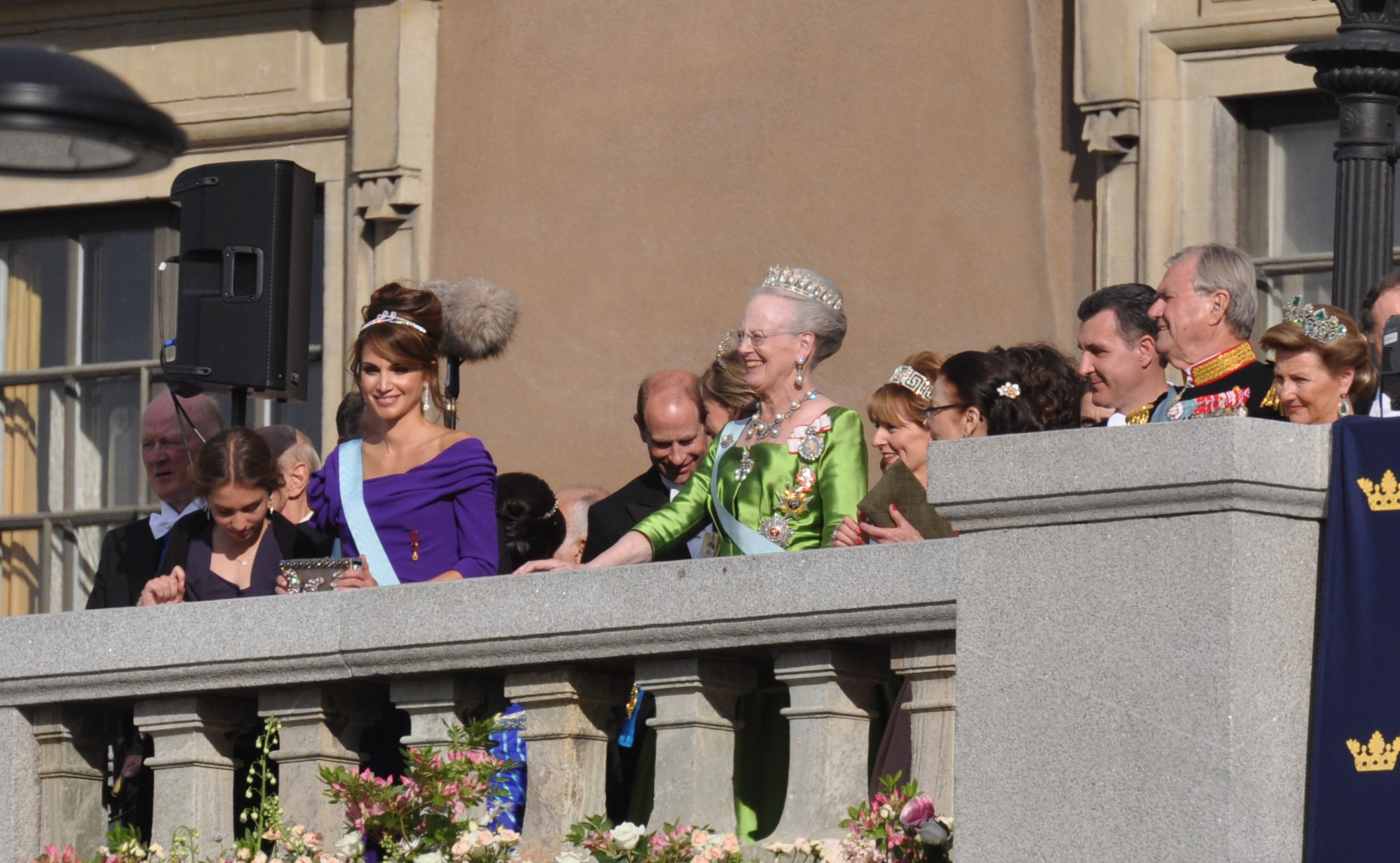
الملكة رانيا أثناء حضور حفل زفاف ولية عهد السويد الملكة فيكتوريا عام 2010

احتلت الملكة رانيا المركز الثاني في المنافسة على لقب أكثر النساء أناقة لعام 2011، وذلك بعدما كانت في المرتبة الخامسة قبل نحو أسبوعين على بدء المنافسة الإلكترونية على موقع مجلة هالو البريطانية. استمرت المنافسة لمدة ثلاثة أسابيع حصدت فيهم رانيا نحو 9 آلاف صوت، في حين احتلت كيت ميدلتون المرتبة الأولى بفارق 730 صوتاً فقط. وتنظم المجلة هذه المنافسة بشكل سنوي، إذ تجمع 12 مرشحة - هن الفائزات بلقب الأكثر أناقة عن شهور السنة الفائتة - في تصويت واحد يستمر لمدة شهر، يختار فيه القراء المرأة الأكثر أناقة.

## الملكة رانيا ضمن أقوى 100 سيدة في العالم
أعدت مجلة فانيتى فير الأمريكية تقريرًا عن أشهر السيدات الأوليات وأكثرهن تأثيرًا في العالم وجاءت على رأس القائمة الملكة رانيا، والتي اعتبرتها المجلة أكثر من مجرد ملكة، فهي تمتلك ذكاء حادا وجمالا استثنائيا أهلها لأن تحتل مكانا دائمًا لها ضمن قائمة المائة امرأة الأكثر نفوذا في العالم والتي تعدها مجلة فوربس الشهيرة.
جاء في تصنيف عام 2006 للنساء المائة الأكثر نفوذا في العالم، الذي أصدرته مجلة فوربسأن الملكة رانيا التي جاءت في المرتبة 81. وفي عام 2009 احتلت الملكة رانيا المرتبة 76، ولكن فوربس اعتبرتها الأولى بين نساء الشرق الأوسط؛ نظراً لنشاطها في مجال حقوق الإنسان. فيما اختارت مجلة فوربس الأميركية الملكة رانيا ضمن قائمة أقوى مئة سيدة في العالم لعام 2010 وقد جاء ترتيبها في المركز 76. أشارت المجلة على موقعها الإلكتروني إلى أن الملكة رانيا ركزت هذا العام، إلى جانب جهودها في التعليم وحقوق الإنسان وقضايا المرأة، على سد الفجوة بين الشرق والغرب، حيث أعلنت في آب الماضي عن إطلاقها مسابقة سياحية على موقع تويتر. وفي عام 2011 احتلت المركز 50، نظرًا لجهودها في رفع مستوى التعليم في الأردن. ومطالبتها بحقوق الطفل من خلال منظمات الأمم المتحدة. وجدير بالذكر أن في هذه العام حصلت على 1.5 مليون متابع على موقع تويتر.

## قائمة أجمل نساء العالم
نُشرت قائمة بأجمل نساء العالم، جاءت في المرتبة الرابعة الملكة رانيا في القائمة التي أعدت بناء على درجة التغطية الإعلامية التي حظيت بها مجموعة مختارة من النساء الشهيرات. وذلك وفقاً لهيئة الإذاعة البريطانية (بي.بي.سي).

## ملكة الإعلام الاجتماعي

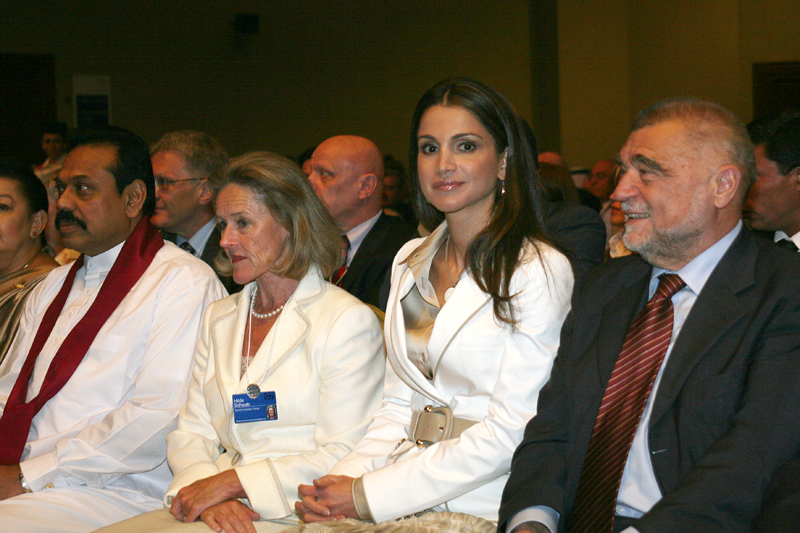
الملكة رانيا خلال المنتدى الاقتصادي العالمي في الأردن عام 2007

تحرص الملكة رانيا على التواجد على مواقع التواصل الاجتماعي، مما جعل من معهدٍ أمريكيٍ خاص بتصنيف السياسيين الأكثر نشاطًا على تويتر يمنح الملكة رانيا لقب المرأة «الأكثر تأثيرًا في العالم». وكان المعهد الأمريكي "Digital Political Consul" راقب لمدة ثلاثة أعوام، نشاط المسؤولين على الشبكات الاجتماعية، وصنف الـ 123 سياسيًّا الأكثر نشاطًا على تويتر. ونظرًا لحضورها الإعلاميّ العالميّ القويّ لقبتها مجلة فوربس الأمريكية بملكة الإعلام الاجتماعيّ في عام 2011.
وجدير بالذكر أنها أنشأت حسابًا على موقع إنستغرام، يوم جنازة نيلسون مانديلا، وما لبث أن جمع بعدها بأسبوعين أكثر من 40 ألف متابع، حيث تظهر حياة العائلة الملكية اليومية، إضافة إلى بروتوكولات الزيارات واللقاءات مع ساسة العالم وقادته.

## مقولات عن المَلكة رانيا
| رانيا العبد الله | عرفت في الملكة بُعد النظر والرؤية الواضحة والذكاء الحادّ والتواضع والقدرة على القيادة الصائبة، ولمستُ اهتمامها الصادق بقضايا الإنسان، خصوصاً المرأة والطفل والأسرة. وقد قادت الملكة رانيا عدة مبادرات في هذه المجالات محلياً وإقليمياً ودولياً، وهي الرائدة في مجال احترام الآخر وقبوله والحوار بين الأديان وأبناء الحضارات المختلفة. وقد أعجبت بما لمسته ورأيته من تواضع الملكة رانيا وقدرتها على قيادة الشباب بفكر نيّر يحافظ على الأصالة والموروث الحضاري العربي الذي نفخر به. وقد شهدت شخصياً ردود الفعل الإيجابية الكبيرة على روايتها الرائعة مبادلة الشطائر التي تعكس فكرها ومبادئها وإصرارها على نشر ثقافة الانفتاح وحبّ الآخر وليس فقط قبوله، بل اقتسام الخبز والملح معه، وهي قرينة الملك الهاشمي. أسجّل كأردني مسيحي، وبكلّ فخر إعجابي واحترامي بفكر جلالتها ومبادراتها، هي التي تقف إلى جانب ملك خطّ بحبر هاشمي رسالة عمّان الداعية إلى قبول الآخر واحترامه. كذلك أنظر بإعجاب كبير إلى دورها في قضايا الأمومة والطفولة خصوصاً أنها أم لأطفال أربعة، براعم يانعة من كرمة طيّبة، وهو ما يكرّس صورتها كملكة وأم وامرأة قادرة على التغيير. حفظ الله الملكة رانيا العبد الله وباركها. | رانيا العبد الله |

| رانيا العبد الله | الملكة رانيا هي الصورة المشرقة للمرأة العربية الشابة المعاصرة، قلباً وقالباً، التي خاضت، وبنجاح كبير، المجالات الإنسانية والثقافية والاجتماعية، من دون أن تهمل دورها كأم وزوجة. وقد باتت، بأسلوب أناقتها العصري وغير المتكلّف رمزاً للأناقة العالمية الراقية. علاقتي بالعائلة المالكة الأردنية علاقة عمرها سنوات طويلة، وهي علاقة صداقة قبل أي شيء آخر. وقد يكون أرقى ما تلمسه لدى هذه العائلة بساطتها وعفويتها وقربها، شأنها شأن كل العائلات الملكية في العالم إذ ليس من شيم الملوك التكبّر أو التباهي. | رانيا العبد الله |

| رانيا العبد الله | إنها الملكة الشابة الجميلة المتواضعة البسيطة العالمة المثقّفة الناشطة الملمّة بكل قضية إنسانية، المتربّعة على عرش قلوبنا جميعاً. فيها كل الميزات كي تكون الوجه المشرق للمرأة العربية، وتكون لنا الملكة والأخت والصديقة. ليست الملكة رانيا ملكة تقليدية، إنها ملكة تضع كل وقتها في خدمة وطنها والعالم العربي، كما في خدمة الأكثر حاجة في العالم. تجدها في مجالات الثقافة والتعليم والطفولة والمرأة والاقتصاد والسياحة، تسخّر كل سلطة أُعطيت لها لتحوّل المستحيل ممكناً، وتزرع بسمة على وجه جرّحته الدموع. أذكر أخيراً الرسالة التي وجّهتها الملكة رانيا العبد الله إلى الرئيس حسني مبارك في فقدانه حفيده، وهي رسالة إنسانية نابعة من قلب أم حنون يعرف معنى فقدان طفل في عمر البراءة. كذلك أقدّر لدى العائلة الأردنية المالكة حبّها للتغيير والتطوّر، وتواضعها الكبير وعملها بجهد كواجهة مشرقة للأردن. وقد لفتني وثائقي عُرض على قناة Discovery Channel يعرّف بالأماكن السياحية في الأردن وقد ظهر فيه الملك عبد الله يقود طائرته الخاصة تارة ودرّاجته النارية طوراً، يطلع قمّة جبل وينزل منحدراً ليعرّف العالم بنفسه على بلده الأردن. التواضع والإنسانية والشعور مع الآخر وحب الوطن، دروس نتعلّمها من هذه العائلة الملكية. | رانيا العبد الله |

| رانيا العبد الله | الملكة رانيا العبد الله شخصية سياسية بامتياز تعرف كيف تخاطب الناس، فخلال زيارتها لنا في تلفزيون العربية، كانت الضيف الوحيد الذي أصرّ على مصافحة كلّ العاملين في قاعة الأخبار الكبرى. إنها من مدرسة الملك عبد الله بن الحسين بما يبديه من حماسة ونشاط وأسلوب حديث يماثل إيقاع الشباب الجديد. صحيح أنها شخصية ملكية ذات شعبية سرقت الأضواء، لكنّ الأهمّ أن رانيا العبد الله غيّرت مفهوم دور الملكة والسيدة الأولى في العالم العربي، إذ لم تعد الملكة مجرد كرسي في مآدب العشاء الرسمية أو ضمن الواجبات الاجتماعية الرسمية، كما كان الحال في السابق، بل صار لها مشاريعها الاجتماعية وبرامجها الوطنية والقومية. وقد نشطت خارج القصر الملكي في الرعاية والدعاية لحقوق المرأة وصورتها العامة، وتحسين قطاعات الصحّة وحماية البيئة المحلّية وتشجيع الشباب ومساعدة الأهل على تحسين دخلهم. كما جابت الملكة رانيا أوروبا والولايات المتحدة الأميركية لتحسين صورة المرأة العربية والدفاع عن قضاياها في الجامعات ومحطات التلفزيون والمنتديات الاجتماعية والمنظّمات الدولية والدور الرئاسية. | رانيا العبد الله |

| رانيا العبد الله | هي نموذج لامرأة عربية مسلمة تدرك أهمية الارتقاء بالتعليم لبناء المستقبل، وخوض معركة التنمية وترسيخ قيم العمل والتقدّم والانفتاح وتمكين المرأة العربية من الاضطلاع بكامل مسؤولياتها والتمتّع بحقوقها لتأدية واجباتها حيال أسرتها ومجتمعها وبلادها. | رانيا العبد الله |

| رانيا العبد الله | أتابع نشاطاتها الخيرية وأسعد عندما أجد صورها في مجلّة أو جريدة. أحب فيها أنها امرأة بكل ما تحمله الكلمة من معانٍ: جميلة ورقيقة وأنيقة ومثقفة، والأهم أنها تملك مقداراً هائلاً من الحنان لا يضاهيها فيه أحد، فتشعر من كثرة اهتمامها بالأطفال أنها ليست أماً لأبنائها فحسب، وإنما أم لكل أطفال العرب والعالم. | رانيا العبد الله |

| رانيا العبد الله | البساطة هي ما يميز ملكة الأردن رانيا العبد الله، فهي ملكة التلقائية والبساطة اللامتناهية والتواضع إلى حدّ لا يمكن معه أن تنسى أنها ملكة. كان لي شرف لقائها في الأردن أثناء تكريمي في مهرجان الأردن للمسرح. جلست معنا تتحدث بعفوية من دون تكلّف أو رسميات، وبروح طيّبة تتذكّر أعمالنا الفنية المسرحية والدرامية الكويتية، وتعدّد أشهرها وتستعرض بمحبة ذكرياتها في الكويت. هي ملكة في حديثها البسيط وكلماتها الهادئة وأناقتها اللامتناهية وثقافتها العالية، وهي مثال مشرّف للمرأة القائدة التي تمثّل النساء العربيات في المحافل الدولية وتشارك في أهمّ الأحداث الخيرية والتطوّعية وتتبنّى الأفكار النبيلة التي تخدم الإنسانية وترسي قواعد السلام والمحبة بين شعوب العالم. حتى إنها تكاد تكون الملكة الوحيدة التي تملك صفحة على الفيس بوك تتواصل فيها اجتماعياً مع محبّيها وتكسر الحواجز الرسمية وتستمرّ في تلقائيتها وبساطتها التي توّجتها ملكة على القلوب. | رانيا العبد الله |

| رانيا العبد الله | الملكة رانيا صديقة لا تكلّ للأطفال في العالم وملهمة لنا جميعاً. تتحدث باسم هؤلاء الذين لا يمكنهم التعبير عن أنفسهم. وقد سمّتها اليونيسيف أول ناطقة باسم الأطفال على هذا المستوى عام 2007، وهو دور قامت به عن اقتناع وببراعة. وقد أثمر تصميمها على العمل من أجل تعليم البنات، زيادة في الوعي وفي جمع الأموال اللازمة لهذه المهمّة الحيوية. التعليم هو مفتاح مستقبل أفضل لجميع البشر. وأخال أن قادة الغد سيدينون لها بالجميل. | رانيا العبد الله |

| رانيا العبد الله | التقيت الملكة أكثر من مرة، كان آخرها في احتفال توزيع الجوائز للإعلاميين الذين نجحوا في مسابقة أفضل مقال وأفضل رسالة تلفزيونية ورسالة إلكترونية وأفضل تعليق، الذي أقيم في عمّان وحضرته الملكة شخصياً. يمكنني القول إن الملكة رانيا فخر، ليس للمرأة العربية فحسب، وإنما للمرأة على مستوى العالم.فهي تبذل مجهودات مستمرّة لخدمة المرأة والطفل على مستوى العالم العربي والغربي. وكذلك فهي نموذج المرأة المتعلمة المؤمنة بحقوق الشعب الفلسطيني لا بل أنها خير من يمثّل الشعب الأردني والفلسطيني والعربي في المحافل الدولية. ويشرّفني أن تربطني علاقة صداقة مع عائلة الملكة، والدتها وخالها وخالتها وقد التقينا في أكثر من مناسبة خيرية. أجمل ما في الملكة رانيا أن نشاطاتها تمتدّ إلى أكثر من جبهة فهي تعتني بالطفل، وقد كانت أول من بدأ تنظيم الجري مسافات للتشجيع على اللياقة البدنية والصحية والفكرية، كما أنها تناضل من أجل حقوق المرأة الأردنية وتسعى لاقتناص حقوق المرأة الفلسطينية. ولا أنسى تمثيلها اليونيسيف في حملات زلزال باكستان، وكيف خاطرت بحياتها وسافرت بنفسها إلى المناطق المنكوبة كي تساند وتؤازر ضحايا الزلزال. إنها موجودة في كل المجالات بحب وإيمان، لذا أدعو لها دائمًاً بالتوفيق ودوام النشاط. | رانيا العبد الله |

## مؤلفاتها
- الجمال الدائم: صدر الكتاب عام 2008 بمناسبة عيد الأم، وطبع ضمن مسابقة «قصة ماما» التي أطلقتها أمانة عمان الكبرى بهدف تعزيز القراءة وتوثيق القصص التراثية الأردنية.[131]
- مبادلة الشطائر: تصدّر الكتاب قائمة صحيفة نيويورك تايمز لأفضل الكتب مبيعاً في الولايات المتحدة الأمريكية، حيث جاء في المرتبة الأولى لقائمة كتب الأطفال المصورة في أيار عام 2010.[132]
- مها الجبلية: نُشرت القصة في عام 2009 ضمن مجموعة قصص قصيرة طبعت في كتاب واحد أصدر بمناسبة يوم «القراءة للجميع» والذي نظمته الحملة العالمية من أجل التعليم للتشجيع على القراءة.[133]
- هبة الملك: صدر الكتاب في الذكرى الأولى لوفاة الملك حسين بن طلال باللغتين العربية والإنجليزية وتم توزيعه في عدد من المدارس الحكومية في الأردن.[134]

## جوائز وشهادات فخرية

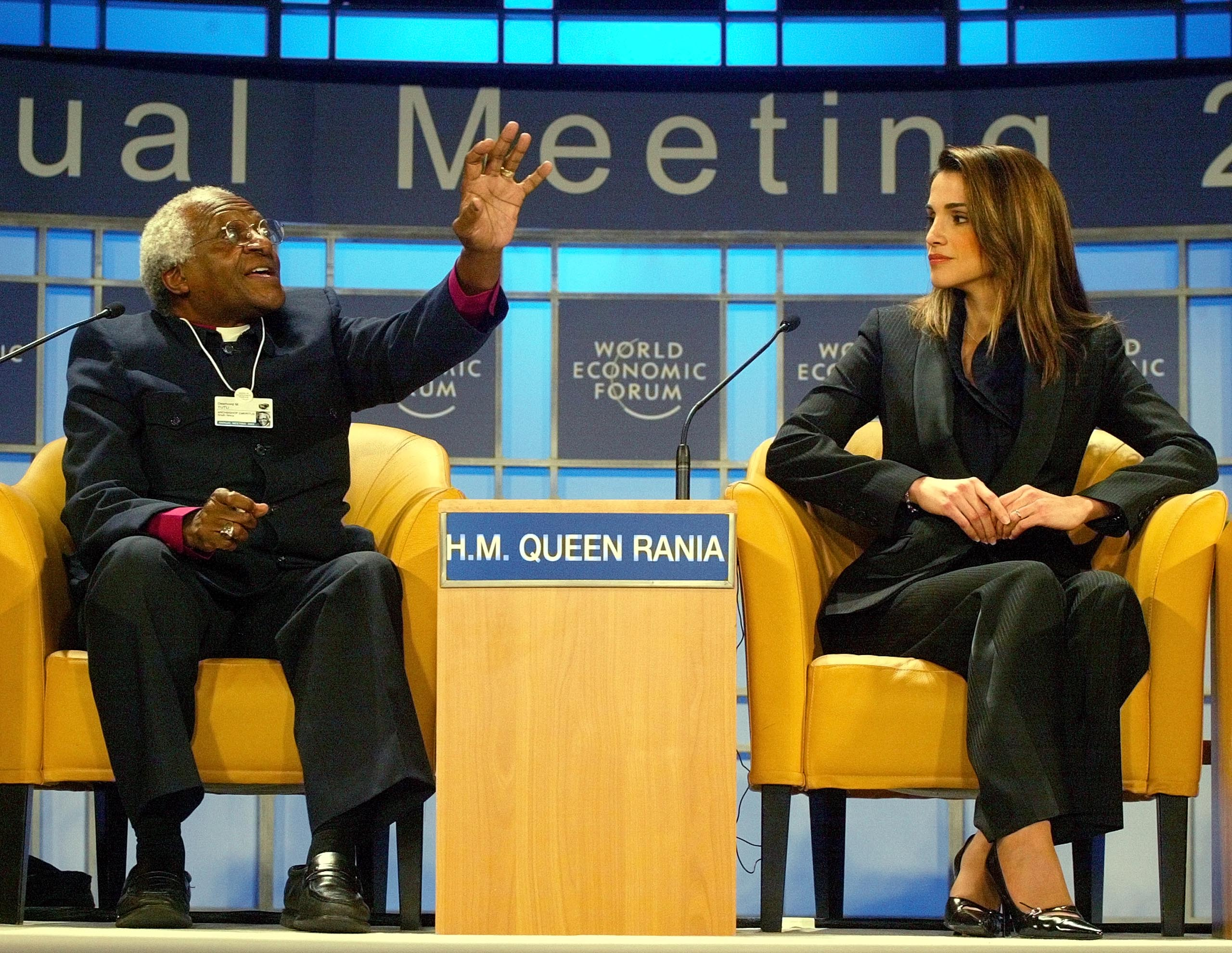
الملكة رانيا بجوار ديزموند توتو خلال فعاليات المنتدى الاقتصادي العالمي في نيويورك عام 2002

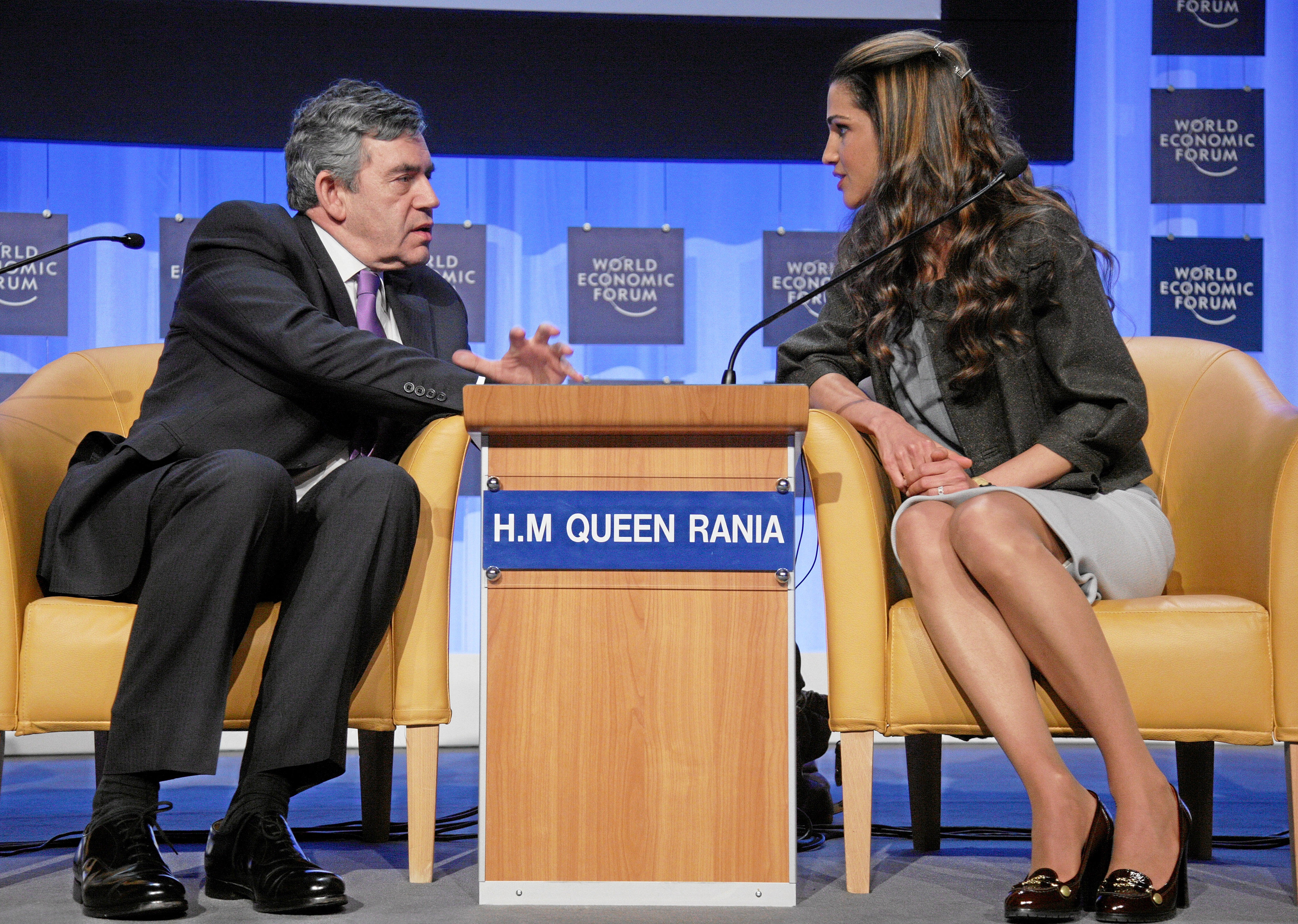
الملكة رانيا في حوار مع رئيس الوزراء البريطاني جوردون براون خلال فعاليات المنتدى الاقتصادي العالمي عام 2008

استلمت الملكة رانيا العبد الله أكثر من 20 جائزة دولية وشهادات فخرية تقديراً لجهودها وعملها في مختلف المجالات.

### الجوائز
- 2002، ميدالية الرئاسة الإيطالية الذهبية من مركز بيو مانزو.
- 2005، جائزة من المؤسسة العامة لبرنامج حكايات سمسم، الولايات المتحدة الأمريكية.[135]
- 2007، جائزة العمل الإنساني من الرابطة الأمريكية للأمم المتحدة في نيويورك في الولايات المتحدة الأمريكية.
- 2008، جائزة اليوتيوب للإبداع.[136]
- 2009، جائزة الشمال/الجنوب، البرتغال.[137]
- 2009، جائزة الفيفا الرئاسية تقديرا لجهودها في دعم حملة «هدف 1: التعليم للجميع»[138]
- 2010، جائزة فارس العطاء العربي من ملتقى العطاء العربي، الإمارات العربية المتحدة.[139]
- 2010، جائزة القيادة المتميزة، الولايات المتحدة الأمريكية.[140]
- 2010، جائزة جايمس سي. مورغان الإنسانية، الولايات المتحدة الأمريكية.[141]
- 2010، اختيار الملكة رنيا العبد الله ضمن قائمة غلامور لامرأة العام، الولايات المتحدة الأمريكية.[142]
- 2013، جائزة المواطنة العالمية من مجلس اتلانتك، الولايات المتحدة الأمريكية.[143]
- 2015، جائزة والتر راثيناو من مؤسسة والتر راثيناو، ألمانيا.[144]
- 2015، جائزة مؤسسة أطفال حول العالم مؤسسة الملكة سيلفيا، الولايات المتحدة الأمريكية.[145]
- 2016، جائزة آندريا بوتشيللي الإنسانية، إيطاليا.[146]
- 2016، جائزة الإنسانية من جمعية الصحافة الأجنبية، المملكة المتحدة.[147]
- 2016، جائزة القلب الذهبي من منظمة قلب للأطفال الخيرية، ألمانيا.[148][149]
- 2017، الجائزة العالمية للريادة من منظمة الأصوات الحيوية، الولايات المتحدة الأمريكية.[150]
- 2017، جائزة تقديرية لدورها الإنساني وجهودها في قضايا الطفولة من مؤسسة «فاشن للإغاثة», فرنسا.[151]
- 2018، جائزة شخصية العام المؤثرة في قمة رواد التواصل الاجتماعي، الإمارات العربية المتحدة.[152][153]
- 2022، جائزة زايد للأخوة الإنسانية، الإمارات العربية المتحدة.[154]
- 2022، جائزة الطريق إلى السلام، الولايات المتحدة الأمريكية.[155]

### الشهادات الفخرية
- 2001 شهادة الدكتوراه الفخرية في القانون من جامعة اكستر البريطانية.[156]
- 2008 شهادة الدكتوراه الفخرية في العلوم التربوية من الجامعة الأردنية.[157]
- 2008 شهادة الدكتوراه الفخرية في العلاقات الدولية من جامعة مالايا في ماليزيا.[158]
- 2015 شهادة الدكتوراه الفخرية في «علم التنمية والتعاون الدولي» من جامعة سابينزا في إيطاليا.[159]

## معرض صور

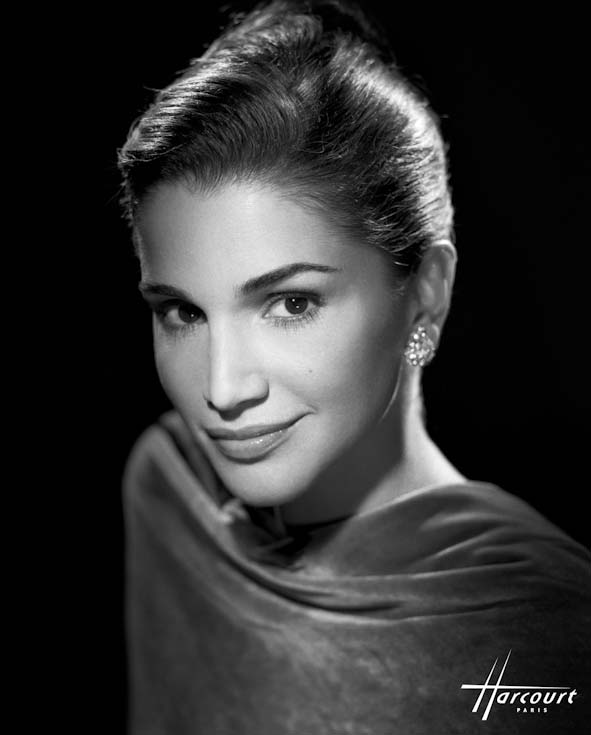
الملكة رانيا
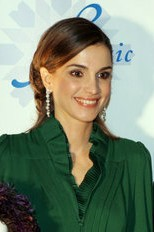
الملكة رانيا
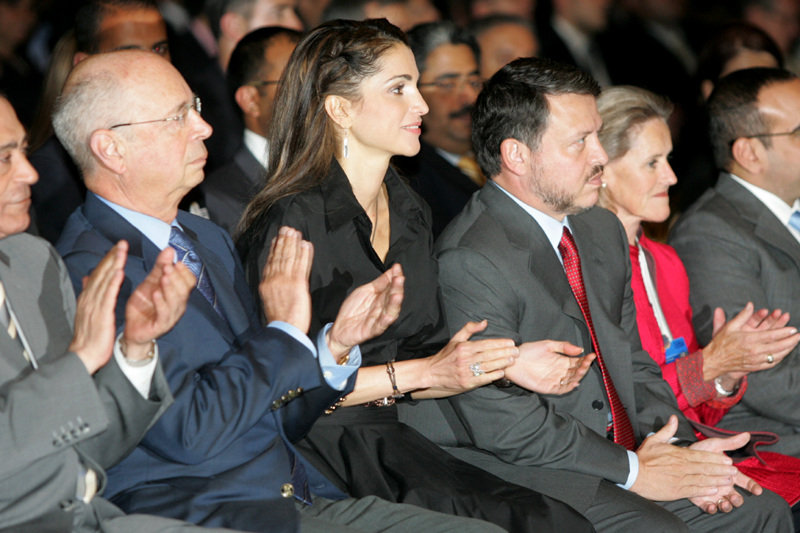
الملك عبد الله الثاني والملكة رانيا خلال المنتدى الاقتصادي العالمي بالأردن عام 2007
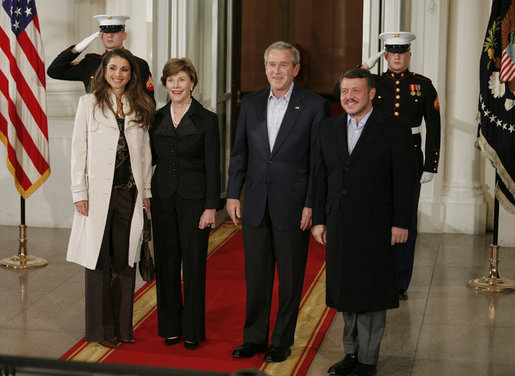
الملك عبد الله الثاني والملكة رانيا بجوار جورج دبليو بوش ولورا بوش في البيت الأبيض
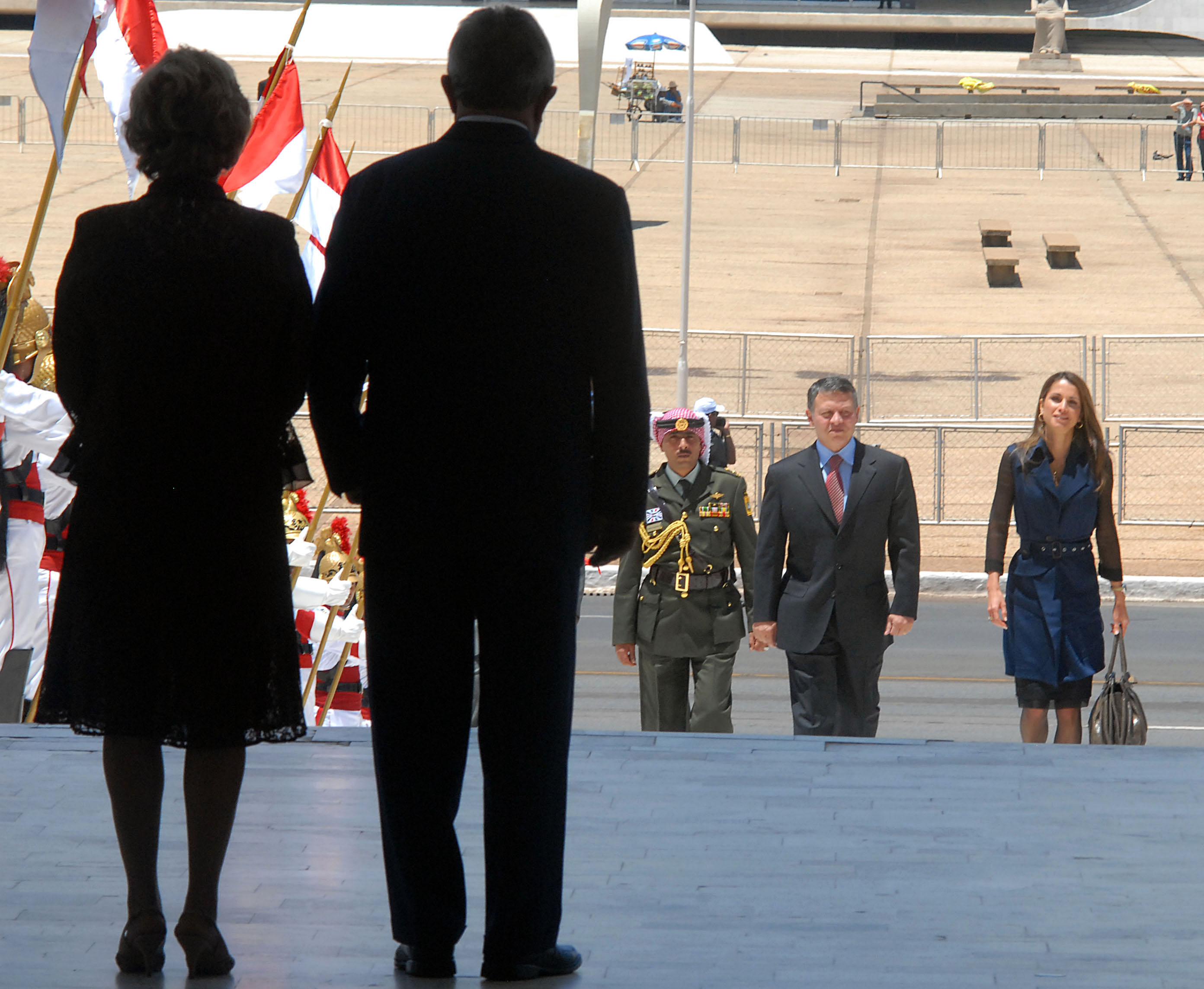
الرئيس البرازيلي لويس ايناسيو لولا دا سيلفا والسيدة الأولى ماريسا ليتيسيا في استقبال الملك عبد الله الثاني والملكة رانيا
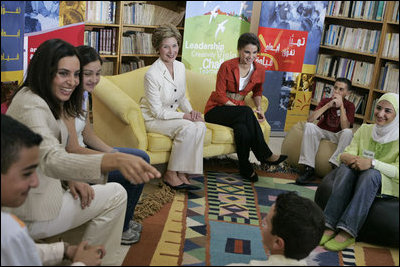
الملكة رانيا ولورا بوش
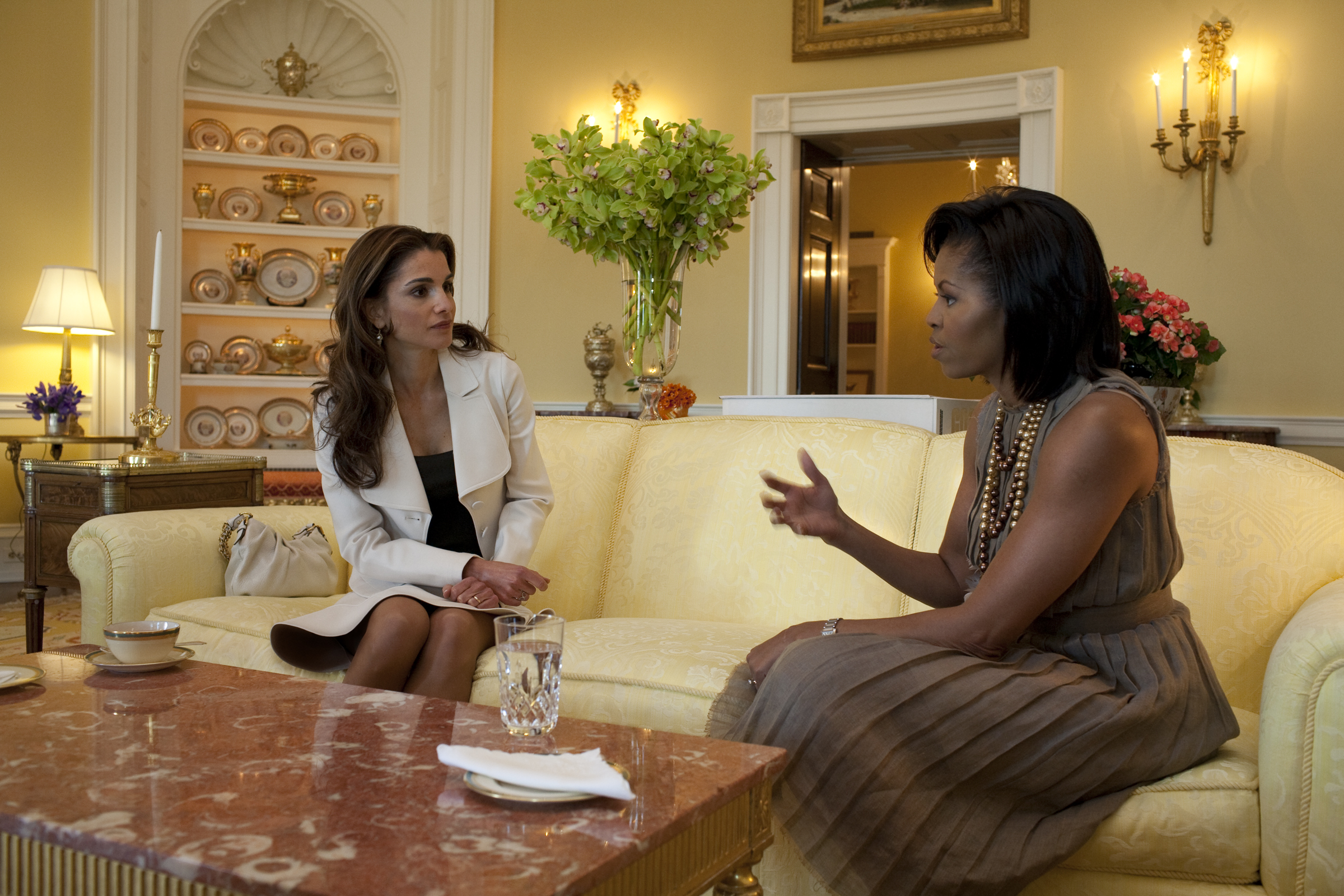
الملكة رانيا وميشيل أوباما في البيت الأبيض